# Warmate
Warmate (Warmate 1) – bojowy, bezzałogowy statek powietrzny (UAV – Unmanned Aerial Vehicle) opracowany przez polską firmę Flytronic należącą do Grupy WB i Wojskowy Instytut Techniczny Uzbrojenia, przeznaczony – w zależności od używanej na pokładzie głowicy – do obserwacji, wykrywania, śledzenia i identyfikacji celów oraz rażenia siły żywej lub lekko opancerzonych celów (amunicja krążąca).

## Historia
Pod koniec pierwszej dekady XXI wieku zainteresowanie pozyskaniem amunicji krążącej wyraziło polskie Ministerstwo Obrony Narodowej, zainteresowanie nie przekształciło się jednak w rozpoczęcie finansowania prób pozyskania tego typu uzbrojenia. Niemniej jednak firma Flytronic należąca do Grupy WB rozpoczęła prace nad zaprojektowaniem i budową systemu odpowiadającego takiemu zapotrzebowaniu. Podstawowym kryterium przy opracowywaniu aparatu, obok parametrów technicznych, była jego cena. Aparat nie mógł kosztować więcej niż połowa kosztów przeciwpancernego pocisku rakietowego. W efekcie prac otrzymano system mogący pełnić rolę zarówno platformy obserwacyjnej, jak również amunicji krążącej. Do 2021 roku firma otrzymała zamówienia na system Warmate od sześciu, nieujawnionych oficjalnie  odbiorców zagranicznych oraz Wojska Polskiego, w tym od 2016 roku dostarczane są krajom należącym do NATO. W pierwszej połowie 2022 roku spodziewano się przekroczenia liczby 1000 zakontraktowanych Warmate.
Na przełomie pierwszej i drugiej dekady XXI wieku wdrożono do produkcji ulepszoną wersję 3.0, która m.in. może atakować pod różnymi kątami, w tym pionowo, posiada cichszy napęd elektryczny ze składanym śmigłem i możliwością ataku z lotu szybowego, dysponuje większą długotrwałością lotu i posiada liczne ulepszenia elektroniki i płatowca.
W związku ze zwiększonym zapotrzebowaniem na pociski Warmate, które eksportowane są na Ukrainę, w drugiej połowie 2022 roku w Skarżysku-Kamiennej uruchomiono zakład produkcyjny skupiający się na wytwarzaniu amunicji krążącej.

## Służba
20 listopada 2017 roku podpisano umowę na dostawę amunicji krążącej Warmate 1 wersji 2.0 dla Sił Zbrojnych RP w latach 2017 – 2018. Przedstawiciele Wojska Polskiego mieli okazję po raz pierwszy zapoznać się z systemem Warmate podczas jego wstępnej prezentacji na poligonie artyleryjskim pod Toruniem pod koniec kwietnia 2016 roku. Podpisany kontrakt wraz z opcjami obejmował 100 zestawów, każdy po 10 aparatów latających (łącznie 1000 sztuk amunicji krążącej) z zestawem głowic, pakiet logistyczny i zestaw szkoleniowy. Zestaw szkoleniowy obejmuje treningowe aparaty latające z głowicą typu Inert, symulator, trenażery oraz wsparcie ze strony kadry instruktorskiej WB Electronics. Gwarantowany był zakup 10 zestawów, a opcja w ramach umowy przewidywała zakup kolejnych 90 zestawów (900 aparatów). Pierwsze zestawy miały trafić w ręce żołnierzy Jednostki Wojskowej Nil a następnie do Wojsk Obrony Terytorialnej. 19 grudnia 2017 roku pierwsze zestawy Warmate trafiły do Wojska Polskiego o czym poinformowała grupa WB. Zostały one dostarczone do Regionalnej Bazy Logistycznej skąd trafią do  Jednostki Wojskowej Nil. Tam wykorzystane zostaną do szkolenia i przećwiczenia taktyki użycia nowego sprzętu. Ostatecznie do końca 2018 roku dostarczono jedynie 10 zestawów ze 100 aparatami, a z uruchomienia zakupu opcji – kolejnych 90 zestawów, wojsko zrezygnowało.
W trakcie trwania Międzynarodowego Salonu Przemysłu Obronnego w Kielcach we wrześniu 2017 roku, WB Group podpisała umowę na dostawę zestawów Warmate na Ukrainę z firmą SpetcTechnoExport. Zestawy Warmate mają być produkowane na Ukrainie na podstawie umowy licencyjnej przez firmę CzeZaRa (ukr. Чернігівський завод радіоприладів «ЧЕЗАРА») pod nazwą Sokoł.
W 2020 roku zestawy Warmate zakupiły siły zbrojne Indii (pierwotne zapytanie ofertowe dotyczyło 100 sztuk). Ich produkcją w Indiach zajęła się założona w tym celu spółka-córka WB Electronics India Private Limited.
29 kwietnia 2022 roku zamówiono kolejną partię Warmate 1 dla Wojska Polskiego, prawdopodobnie wersji 3.0, z nieujawnioną liczbą zestawów, wartości ok. 50 milionów zł.
Informacje o użyciu bojowym aparatu są bardzo skromne i fragmentaryczne. 15 kwietnia 2020 roku upublicznione zostało zdjęcie zdekompletowanego aparatu, wykonane prawdopodobnie w Libii, w rejonie na zachód od Syrty. Rejon był areną starć pomiędzy Libijską Armią Narodową a siłami wiernymi Rządowi Jedności Narodowej. Nie jest jasna, która ze stron wykorzystywała aparat. Zarówno Turcja, wspierająca Rząd Jedności Narodowej jak i Zjednoczone Emiraty Arabskie, wspierające Libijską Armię Narodową, zakupiły WB Electronics Warmate i z powodzeniem mogły dostarczyć samoloty wspieranym ugrupowaniom.
W nocy z 6 na 7 maja 2025 roku siły zbrojne Indii rozpoczęły operację Sindur. Operacja była indyjskim odwetem, za przeprowadzony 22 kwietnia 2025 roku w Pahalgamie atak terrorystyczny. Ataku dokonał dążący do przyłączenia kontrolowanej przez Indie części Kaszmir do Pakistanu Front Oporu, powiązany zdaniem indyjskiej strony z pakistańskim wywiadem wojskowym Inter-Services Intelligence (ISI). Celem powietrznego ataku były położone w dziewięciu lokalizacjach szkoły koraniczne, które Indie postrzegają jako komórki kontaktowe ekstremistów z ISI. Dzień później, w nocy z 7 na 8 maja Pakistan dokonał uderzenia odwetowego, atakując indyjskie instalacje wojskowe. Równolegle Indie przeprowadziły kontratak z użyciem między innymi amunicji krążącej typu Warmate, IAI Harop, Hero, SkyStriker, Nagastra.

## Głowice
W zależności od rodzaju zamontowanej w dziobie aparatu głowicy, może on pełnić różne zadania. Wojskowy Instytut Techniczny Uzbrojenia zaprojektował dwie, wymienne głowice bojowe dla samolotu. Pierwsza z nich GO-1, odłamkowo-burząca, przenosi 300 g TNT o skutecznym zasięgu rażenia wynoszącym 10 m. Druga GK-1, kumulacyjna, jest zdolna przebić 200-240 mm jednorodnej stali walcowanej przy uderzeniu pod kątem prostym. Obydwie głowice zaopatrzone są w niestabilizowaną kamerę umożliwiającą operatorowi naprowadzenie na cel. Operator może również zdalnie ją zdetonować lub zabezpieczyć i sprowadzić aparat na ziemię w celu ponownego użycia. Głowice zaopatrzone są w zapalniki uderzeniowe. Montując głowicę obserwacyjną GS-9 ze stabilizowaną kamerą dzienną i nocną, samolot służy do obserwacji, wykrywania, śledzenia i identyfikacji. Na mocy umowy licencyjnej, produkcja głowic używanych w aparatach ma odbywać się w Bydgoskich Zakładach Elektromechanicznych Belma S.A. wchodzących w skład Polskiej Grupy Zbrojeniowej.

## Konstrukcja
Samolot jest wykonanym z kompozytów górnopłatem z motylkowym usterzeniem i pchającym śmigłem zamontowanym na końcu ogona. Aparat startuje z niewielkiej wyrzutni pneumatycznej. Maksymalny pułap, jaki może osiągnąć, to 500 metrów, praktyczny pułap operacyjny wynosi 30-200 m. Maszyna charakteryzuje się 30-minutową długotrwałością lotu w promieniu do 10 km od naziemnego operatora. W praktyce promień działania uzależniony jest od warunków terenowych. Czas przygotowania aparatu do misji wynosi około 8 minut, planowane jest skrócenie tego czasu do około 3 minut. Dolot do rejonu patrolowania i obserwacji wykonywany jest przy użyciu układu nawigacji bezwładnościowej  lub GPS i wspomagany pilotem automatycznym. Nad celem, kontrolę nad aparatem przejmuje jego operator. Cały system może być przenoszony przez dwóch żołnierzy. Aparat przeznaczony jest głównie do użycia w terenie otwartym, mało i średnio zurbanizowanym. Spowodowane jest to tym, iż do przesyłania danych pomiędzy aparatem a stacją jego kontroli, wykorzystywane jest pasmo C. Charakteryzuje się ono dużą przepustowością, ale przeszkody terenowe, większe wzniesienia, budynki, mogą zakłócić łączność, odcinając kontrolę nad aparatem. 